# Liste der Bodendenkmäler in Kirchdorf im Wald
Auf dieser Seite sind die Bodendenkmäler in der niederbayerischen Gemeinde Kirchdorf im Wald zusammengestellt. Diese Tabelle ist eine Teilliste der Liste der Bodendenkmäler in Bayern. Grundlage ist die Bayerische Denkmalliste, die auf Basis des Bayerischen Denkmalschutzgesetzes vom 1. Oktober 1973 erstmals erstellt wurde und seither durch das Bayerische Landesamt für Denkmalpflege geführt wird. Die folgenden Angaben ersetzen nicht die rechtsverbindliche Auskunft der Denkmalschutzbehörde.

## Bodendenkmäler in Kirchdorf im Wald
| Lage                   | Objekt | Akten-Nr.     | Bild           |
| ---------------------- | --- | ------------- | -------------- |
| (Standort)             | Mittelalterlicher Turmhügel mit Wassergraben und Außenwall: Turmhügel Trametsried. | D-2-7045-0001 |                |
| Marienweg 2 (Standort) | Untertägige Befunde des Mittelalters und der frühen Neuzeit im Bereich der katholischen Pfarrkirche Mariä Unbefleckte Empfängnis mit zugehörigem aufgelassenen Friedhof in Kirchdorf im Wald, darunter die Spuren von Vorgängerbauten bzw. älteren Bauphasen. | D-2-7045-0028 | weitere Bilder |
| (Standort)             | Mittelalterlich-frühneuzeitliche Wüstung Zellermühle. | D-2-7145-0086 |                |